# Бартош Курек
Ба́ртош Ка́міль Ку́рек (пол. Bartosz Kamil Kurek; нар. 29 серпня 1988, Валбжих) — польський волейболіст, догравальник, діагональний нападник, гравець збірної Польщі, капітан команди під час розіграшу Волейбольної Ліги Націй 2022 та першости світу 2022. Найкращий гравець вирішальної частини чемпіонату світу 2018.

## Життєпис
Народжений 29 серпня 1988 року в м. Валбжиху.
Спочатку Бартош Курек займався баскетболом, потім перейшов у волейбол. На ранніх етапах кар'єри грав в одній команді з батьком.
Грав у клубах «Сталь» (AZS PWSZ Nysa, Ниса, Польща, 2004—2005), ЗАКСА (2005—2008), «Скра» (Белхатів, 2008—2012, 2016—2017), «Динамо» (Москва, 2012—2013), «Cucine Lube Banca Marche Treia» (2013—2015), «Ресовія» (Ряшів, 2015—2016), «Зіраат Банкаси» (Стамбул, 2017—2018), «Сточня» (Щецин, 2018, покинув унаслідок банкрутства), ONICO (Варшава, 2018—2019), «Веро Воллей» (Монца, 2019—2020). Від сезону 2020—2021 є гравцем японського клубу «Вольфдоґс» (Нагоя).
У серпні 2017 року американський сайт «Gazetterview» опублікував статтю про 10 найбільш високооплачуваних професійних волейболістів, список яких очолив Вільфредо Леон, а третім став Курек — гравець «Скри» із зарплатою 1,1 млн $ на рік.
Дружина — Анна Ґрейман — також успішна волейболістка.

### Досягнення
У збірній
- Чемпіон світу 2018,
- Переможець Ліги націй 2023.

Клубні
- чемпіон Польщі 2009, 2010, 2011,
- чемпіон Італії 2014.

Особисті
- найкращий гравець вирішальної частини чемпіонату світу 2018[9].